# 田島ダム
田島ダム（たじまダム）は、福島県南会津郡南会津町高野にある、一級河川阿賀野川水系高野川に建設されたダムである。

## 概要
高野川の洪水調節と、上水道用水の確保を目的として高野川総合開発事業の一環として福島県の県営ダムとして建設された。総事業費は97億円。洪水調節は自然調節式で、オリフィス1門が整備されている。ダムの建設に伴い、国道400号水没区間の付替えに合わせ、田島バイパスの整備事業が行われた。ダムカードは当ダム管理所ではなく、田島市街地にある福島県南会津建設事務所にて配布されている。

## その他
- 当ダムの下流側には親水公園が整備され、夏季にはホタルの観察ができる。